# Třemošnice
Třemošnice (en allemand : Tremoschnitz) est une ville du district de Chrudim, dans la région de Pardubice, en République tchèque. Sa population s'élevait à 3 328 habitants en 2024.

## Géographie
Třemošnice se trouve à 15 km à l'est-sud-est du centre de Čáslav, à 18 km au sud-ouest de Chrudim, à 24 km au sud-ouest de Pardubice et à 85 km à l'est-sud-est de Prague.
La commune est limitée par Žlebské Chvalovice, Míčov-Sušice et Prachovice au nord, par Vápenný Podol à l'est, par Seč au sud-est, par Běstvina au sud, et par Ronov nad Doubravou à l'ouest.

## Histoire
La première mention écrite de la localité date de 1544. Třemošnice a le statut de ville depuis le 1er juillet 1994.

## Administration
La commune se compose de huit sections :
- Třemošnice
- Hedvikov
- Kubíkovy Duby
- Lhůty
- Podhradí
- Skoranov
- Starý Dvůr
- Závratec

## Galerie

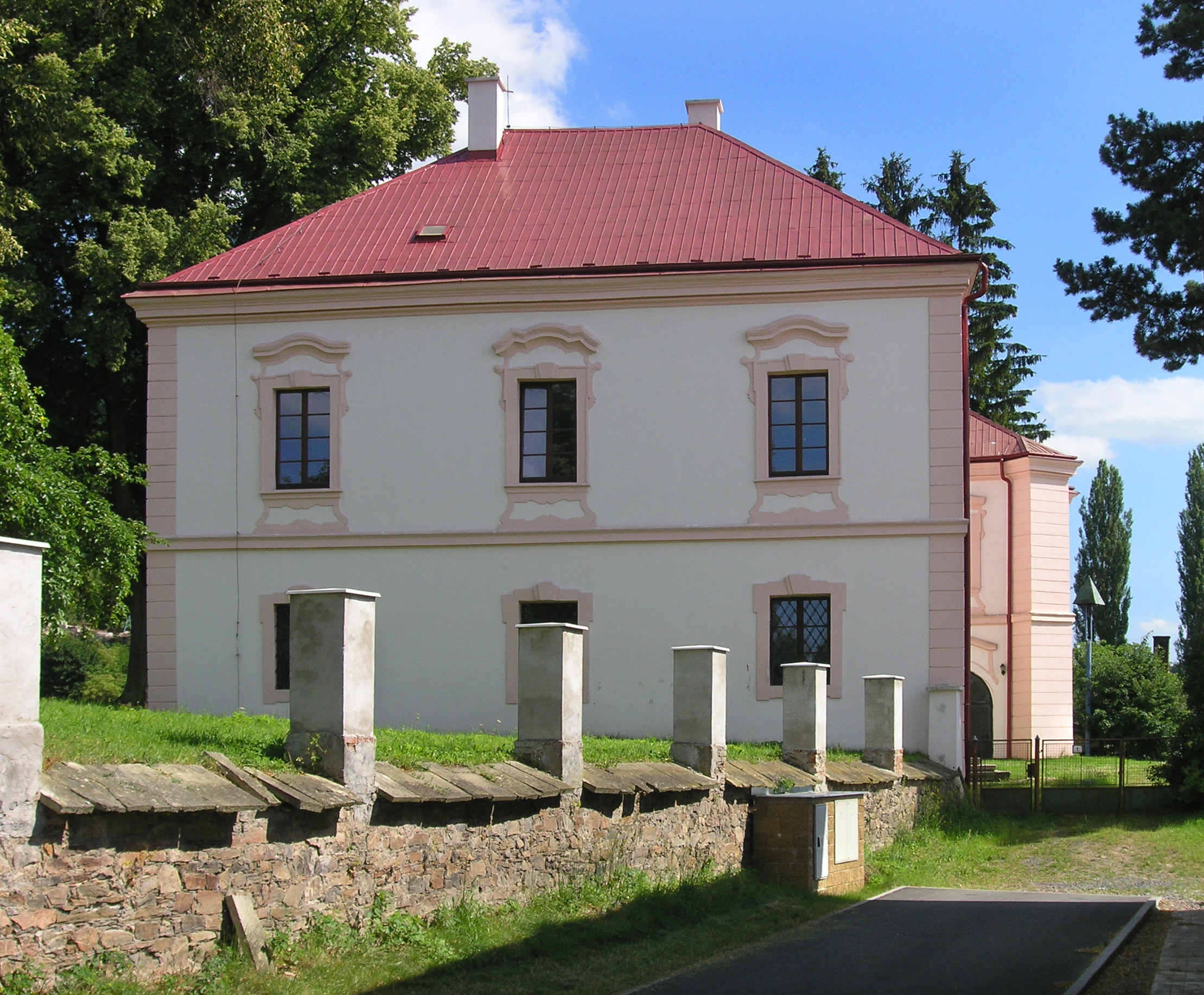
Château de Třemošnice.
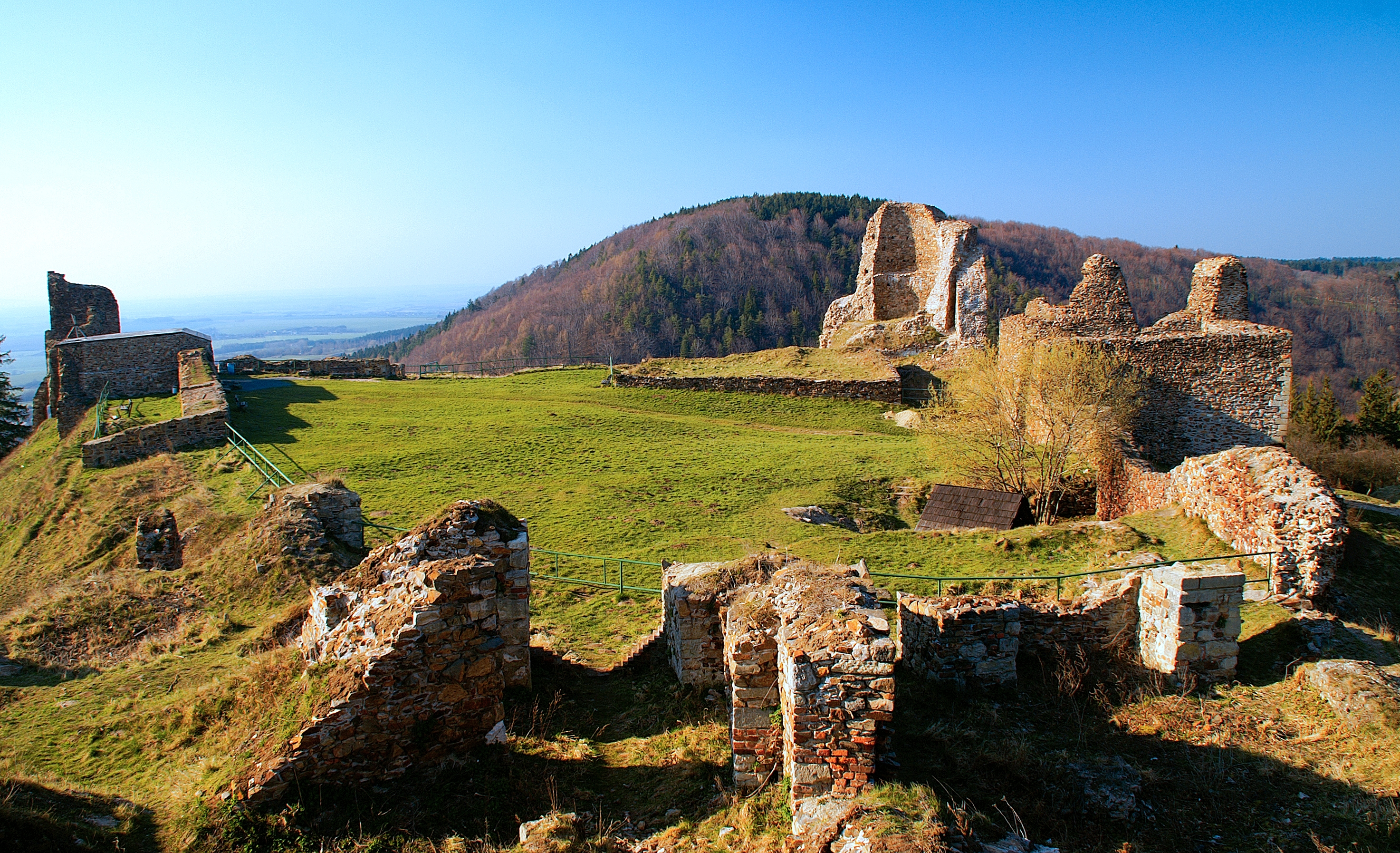
Château de Lichnice.

## Ville jumelée
- Embrach (Suisse)

## Transports
Par la route, Třemošnice se trouve à 4 km de Ronov nad Doubravou, à 27 km de Chrudim, à 37 km de Pardubice et à 110 km de Prague. 